# Pseudophilautus malcolmsmithi
Philautus malcolmsmithi es una especie extinta de ranas que vivía en Sri Lanka.